# Stefanie Hahmann
Stefanie Hahmann est une mathématicienne et informaticienne allemande. Elle est professeure à l'ENSIMAG, au sein de l'équipe ANIMA.
Les recherches de Stefanie Hahmann portent sur l'infographie et la modélisation géométrique .

## Biographie
Stefanie Hahmann fait des études de mathématiques à l' Université technique de Brunswick à partir de 1984. Elle obtient un baccalauréat (Vordiplom) en mathématiques en 1986 et une maîtrise en mathématiques et informatique (Diplom) en 1990. Boursière du DAAD, elle étudie à partir de 1988 à l' ENS Cachan et à l'Université Paris VI, et obtient en 1989 un Diplôme d'études approfondies (DEA) en analyse numérique à l'Université Paris VI. Elle obtient son doctorat en informatique à l' Université de Kaiserslautern en 1994 avec une thèse intitulée Stabilitätsanalyse von Freiformflächen

. De 1995 à 2005, elle est maître de conférences à l'INP de Grenoble. En 2001, elle obtient son habilitation à diriger des recherches à l'INP de Grenoble avec la thèse Geometric modeling of smooth surfaces: Design and Fairing. Elle est nommée professeur titulaire à Grenoble INP en 2006.

## Recherche
Ses recherches portent sur l’infographie et la modélisation géométrique. Ses recherches trouvent des applications dans les outils assistés par ordinateur tels que la CAO et la  FAO pour la conception et le traitement d'objets virtuels tridimensionnels.
Ses recherches portent sur l'infographie et la modélisation géométrique. Elle s'intéresse au développement de modèles géométriques et d'outils informatiques pour la représentation expressive, la synthèse, la modélisation et la réalisation informatique de formes. Son travail est fondé sur les propriétés géométriques différentielles des surfaces de forme libre, et est principalement axé sur la création d'algorithmes conviviaux qui rendent la conception et la manipulation d'objets virtuels en 3D plus accessibles aux utilisateurs. Ses contributions comprennent des modèles de haut niveau pour les formes 3D et l'animation, la reconstruction de formes à partir d'esquisses et de données de capteurs, des méthodes multi-résolution, la détection de caractéristiques, des outils de déformation de formes.

## Publications (sélection)
- Georges-Pierre Bonneau et Stefanie Hahmann, « 3D sketching in immersive environments: Shape from disordered ribbon strokes », Computers & Graphics, vol. 123,‎ 1er octobre 2024, article no 103978 (DOI 10.1016/j.cag.2024.103978)

- Emmanuel Rodriguez, Georges-Pierre Bonneau, Stefanie Hahmann et Mélina Skouras, « Designing Bending-Active Freeform Surfaces », SCF '24 :Proceedings of the 9th ACM Symposium on Computational Fabrication, Association for Computing Machinery,‎ 7 juillet 2024, p. 1–11 (ISBN 979-8-4007-0496-3, DOI 10.1145/3639473.3665793 , lire en ligne, consulté le 25 mars 2025)

- Pierre Bonneau, Stefanie Hahmann et Johana Marku, « Geometric construction of auxetic metamaterials », Computer Graphics Forum, vol. 40, no 2,‎ 2021, p. 291–304 (DOI 10.1111/cgf.142633, lire en ligne, consulté le 26 mars 2025)

## Prix et récompenses
- 2024 : Prix Tosiyasu L. Kunii[6]
- 2024 : Prix commémoratif John Gregory[7]
- 2022 : Prix Gay-Lussac Humboldt[8],[9]
- 2019 : Membre de la Solid Modeling Association (SMA)[10]
- 2008 : Mercator Fellow de la Fondation allemande pour la recherche